# هناء صادق
هناء صادق هي مصممة أزياء عراقية، وقد أقامت عروض أزياء في عمان ونابولي وبيروت ودبي. ومن زبائنها الملكة نور والملكة رانيا من الأردن واعضاء من بيت آل سعود.